# Sorsele kommunala realskola
Sorsele kommunala realskola var en kommunal realskola i Sorsele verksam från 1950 till 1967.

## Historia
Skolan fanns från 1950 som kommunal mellanskola som 1 juli 1952 ombildades till kommunal realskola.
Realexamen gavs från 1953 till 1967.